# Lista de prêmios e indicações recebidos por Steven Spielberg
A seguir está uma lista de prêmios e indicações recebidos pelo cineasta americano Steven Spielberg.
Spielberg é um diretor de cinema, produtor e roteirista americano. Ele começou sua carreira na era da Nova Hollywood e atualmente é o diretor de maior sucesso comercial. Spielberg recebeu vários prêmios, incluindo três Oscars (com dois de Melhor Diretor), dois British Academy Film Awards, doze Emmy Awards, nove Golden Globe Awards, três Directors Guild of America Awards e sete Producers Guild of America Awards. Ele também recebeu uma homenagem do Kennedy Center, um prêmio Cecil B. DeMille e um prêmio AFI Life Achievement.
Spielberg é conhecido por filmes de grande sucesso como Jaws (1975), Close Encounters of the Third Kind (1977), ET the Extra-Terrestrial (1982), Jurassic Park (1993) e a série Indiana Jones (1981-presente). Ele também tem filmes dramáticos, como The Color Purple (1985) e Empire of the Sun (1987), além de ter consolidado seu status de cineasta sério com o drama do holocausto A Lista de Schindler (1993) e o épico da Segunda Guerra Mundial O Resgate do Soldado Ryan (1998). O americana iniciou a década de 2000 com obras de ficção científica, incluindo AI Artificial Intelligence (2001), Minority Report (2002) e War of the Worlds (2005). Desde então, Spielberg dirigiu uma série de filmes de fantasia, incluindo The Adventures of Tintin (2011) e Ready Player One (2018), os dramas históricos War Horse (2011), Lincoln (2012), Bridge of Spies (2015) e The Post (2017), o musical West Side Story (2021) e o drama semi-autobiográfico The Fabelmans (2022).

## Principais prêmios

### Prêmios da Academia
| Ano  | Categoria               | Nome                                | Resultado | Ref.   |
| ---- | ----------------------- | ----------------------------------- | --------- | ------ |
| 1978 | Melhor Diretor          | Contatos Imediatos de Terceiro Grau | Indicado  | [ 1 ]  |
| 1982 | Melhor Diretor          | Caçadores da Arca Perdida           | Indicado  | [ 2 ]  |
| 1983 | Melhor fotografia       | ET o Extraterrestre                 | Indicado  | [ 3 ]  |
| 1983 | Melhor Diretor          | ET o Extraterrestre                 | Indicado  | [ 3 ]  |
| 1986 | Melhor fotografia       | A Cor Púrpura                       | Indicado  | [ 4 ]  |
| 1994 | Melhor fotografia       | A Lista de Schindler                | Venceu    | [ 5 ]  |
| 1994 | Melhor Diretor          | A Lista de Schindler                | Venceu    | [ 5 ]  |
| 1999 | Melhor fotografia       | Salvando o Soldado Ryan             | Indicado  | [ 6 ]  |
| 1999 | Melhor Diretor          | Salvando o Soldado Ryan             | Venceu    | [ 6 ]  |
| 2006 | Melhor fotografia       | Munique                             | Indicado  | [ 7 ]  |
| 2006 | Melhor Diretor          | Munique                             | Indicado  | [ 7 ]  |
| 2007 | Melhor fotografia       | Cartas de Iwo Jima                  | Indicado  | [ 8 ]  |
| 2012 | Melhor fotografia       | Cavalo de Guerra                    | Indicado  | [ 9 ]  |
| 2013 | Melhor fotografia       | Lincoln                             | Indicado  | [ 10 ] |
| 2013 | Melhor Diretor          | Lincoln                             | Indicado  | [ 10 ] |
| 2016 | Melhor fotografia       | Ponte dos Espiões                   | Indicado  | [ 11 ] |
| 2018 | Melhor fotografia       | The Post                            | Indicado  | [ 12 ] |
| 2022 | Melhor fotografia       | West Side Story                     | Indicado  | [ 13 ] |
| 2022 | Melhor Diretor          | West Side Story                     | Indicado  | [ 13 ] |
| 2023 | Melhor fotografia       | The Fabelmans                       | Indicado  | [ 14 ] |
| 2023 | Melhor Diretor          | The Fabelmans                       | Indicado  | [ 14 ] |
| 2023 | Melhor Roteiro Original | The Fabelmans                       | Indicado  | [ 14 ] |

### Prêmios BAFTA
| Ano                                     | Categoria                               | Nome                                    | Resultado                               | Ref    |
| Prêmios da Academia Britânica de Cinema | Prêmios da Academia Britânica de Cinema | Prêmios da Academia Britânica de Cinema | Prêmios da Academia Britânica de Cinema |        |
| --------------------------------------- | --------------------------------------- | --------------------------------------- | --------------------------------------- | ------ |
| 1976                                    | Melhor Direção                          | Tubarão                                 | Indicado                                | [ 15 ] |
| 1979                                    | Melhor Direção                          | Contatos Imediatos de Terceiro Grau     | Indicado                                | [ 16 ] |
| 1979                                    | Melhor roteiro                          | Contatos Imediatos de Terceiro Grau     | Indicado                                | [ 16 ] |
| 1983                                    | Melhor Filme                            | ET o Extraterrestre                     | Indicado                                | [ 17 ] |
| 1983                                    | Melhor Direção                          | ET o Extraterrestre                     | Indicado                                | [ 17 ] |
| 1994                                    | Melhor Filme                            | A Lista de Schindler                    | Venceu                                  | [ 18 ] |
| 1994                                    | Melhor Direção                          | A Lista de Schindler                    | Venceu                                  | [ 18 ] |
| 1999                                    | Melhor Filme                            | Salvando o Soldado Ryan                 | Indicado                                | [ 19 ] |
| 1999                                    | Melhor Direção                          | Salvando o Soldado Ryan                 | Indicado                                | [ 19 ] |
| 2012                                    | Melhor Filme de Animação                | As Aventuras de Tintim                  | Indicado                                | [ 20 ] |
| 2013                                    | Melhor Filme                            | Lincoln                                 | Indicado                                | [ 21 ] |
| 2016                                    | Melhor Filme                            | Ponte dos Espiões                       | Indicado                                | [ 22 ] |
| 2016                                    | Melhor Direção                          | Ponte dos Espiões                       | Indicado                                | [ 22 ] |
| 2023                                    | Melhor roteiro original                 | The Fabelmans                           | Indicado                                |        |

### Prêmios Globo de Ouro
| Ano  | Categoria                         | Nome                               | Resultado | Ref    |
| ---- | --------------------------------- | ---------------------------------- | --------- | ------ |
| 1976 | Melhor Filme - Drama              | Tubarão                            | Indicado  | [ 23 ] |
| 1976 | Melhor Diretor - Filme            | Tubarão                            | Indicado  | [ 23 ] |
| 1978 | Melhor Filme - Drama              | Close Encounters of the Third Kind | Indicado  | [ 24 ] |
| 1978 | Melhor Diretor - Filme            | Close Encounters of the Third Kind | Indicado  | [ 24 ] |
| 1978 | Melhor Roteiro - Filme            | Close Encounters of the Third Kind | Indicado  | [ 24 ] |
| 1982 | Melhor Diretor - Filme            | Caçadores da Arca Perdida          | Indicado  | [ 25 ] |
| 1983 | Melhor Filme - Drama              | ET o Extraterrestre                | Venceu    | [ 26 ] |
| 1983 | Melhor Diretor - Filme            | ET o Extraterrestre                | Indicado  | [ 26 ] |
| 1986 | Melhor Filme - Drama              | A Cor Púrpura                      | Indicado  | [ 27 ] |
| 1986 | Melhor Diretor - Filme            | A Cor Púrpura                      | Indicado  | [ 27 ] |
| 1994 | Melhor Filme - Drama              | A Lista de Schindler               | Venceu    | [ 28 ] |
| 1994 | Melhor Diretor - Filme            | A Lista de Schindler               | Venceu    | [ 28 ] |
| 1998 | Melhor Filme - Drama              | Amistad                            | Indicado  | [ 29 ] |
| 1998 | Melhor Diretor - Filme            | Amistad                            | Indicado  | [ 29 ] |
| 1999 | Melhor Filme - Drama              | Salvando o Soldado Ryan            | Venceu    | [ 30 ] |
| 1999 | Melhor Diretor - Filme            | Salvando o Soldado Ryan            | Venceu    | [ 30 ] |
| 2002 | Melhor Diretor - Filme            | IA Inteligência Artificial         | Indicado  | [ 31 ] |
| 2006 | Melhor Diretor - Filme            | Munique                            | Indicado  | [ 32 ] |
| 2012 | Melhor Filme – Animado            | As Aventuras de Tintim             | Venceu    | [ 33 ] |
| 2013 | Melhor Filme - Drama              | Lincoln                            | Indicado  | [ 34 ] |
| 2013 | Melhor Diretor - Filme            | Lincoln                            | Indicado  | [ 34 ] |
| 2018 | Melhor Diretor - Filme            | The Post                           | Indicado  | [ 35 ] |
| 2022 | Melhor Filme – Musical ou Comédia | West Side Story                    | Venceu    | [ 36 ] |
| 2022 | Melhor Diretor - Filme            | West Side Story                    | Indicado  | [ 36 ] |
| 2023 | Melhor Filme - Drama              | Os Fabelmans                       | Venceu    | [ 37 ] |
| 2023 | Melhor Diretor - Filme            | Os Fabelmans                       | Venceu    | [ 37 ] |
| 2023 | Melhor Roteiro - Filme            | Os Fabelmans                       | Indicado  | [ 37 ] |

### Prêmios Emmy
| Ano                           | Categoria                                           | Nome                                  | Resultados                      | Ref.                            |
| Prêmios Emmy do horário nobre | Prêmios Emmy do horário nobre                       | Prêmios Emmy do horário nobre         | Prêmios Emmy do horário nobre   | Prêmios Emmy do horário nobre   |
| ----------------------------- | --------------------------------------------------- | ------------------------------------- | ------------------------------- | ------------------------------- |
| 1986                          | Melhor Direção em Série Dramática                   | Histórias Incríveis: A Missão         | Indicado                        |                                 |
| 1991                          | Melhor Programa de Animação                         | Tiny Toon Adventures                  | Indicado                        |                                 |
| 1995                          | Melhor Programa de Animação                         | Tiny Toons' Night Ghoulery            | Indicado                        |                                 |
| 1996                          | Melhor Programa de Animação                         | A Pinky & the Brain Christmas Special | Venceu                          |                                 |
| 2002                          | Especial de Não Ficção Extraordinário               | We Stand Alone Together               | Indicado                        |                                 |
| 2002                          | Melhor Série Limitada                               | Band of Brothers                      | Venceu                          |                                 |
| 2003                          | Melhor Série Limitada                               | Taken                                 | Venceu                          |                                 |
| 2006                          | Melhor Série Limitada                               | Into the West                         | Indicado                        |                                 |
| 2010                          | Melhor Série Limitada                               | The Pacific                           | Venceu                          |                                 |
| 2016                          | Melhor Filme para Televisão                         | All the Way                           | Indicado                        |                                 |
| 2021                          | Melhor Filme para Televisão                         | Oslo                                  | Indicado                        |                                 |
| Prêmio Emmy Diurno            |                                                     |                                       |                                 |                                 |
| 1991                          | Melhor Programa de Animação Infantil                | Tiny Toon Adventures                  | Venceu                          |                                 |
| 1992                          | Melhor Programa de Animação Infantil                | Tiny Toon Adventures                  | Indicado                        |                                 |
| 1993                          | Melhor Programa de Animação Infantil                | Tiny Toon Adventures                  | Venceu                          |                                 |
| 1994                          | Melhor Programa de Animação Infantil                | Animaniacs                            | Indicado                        |                                 |
| 1995                          | Melhor Programa de Animação Infantil                | Animaniacs                            | Indicado                        |                                 |
| 1996                          | Melhor Programa de Animação Infantil                | Animaniacs                            | Venceu                          |                                 |
| 1997                          | Melhor Programa de Animação Infantil                | Animaniacs                            | Venceu                          |                                 |
| 1997                          | Programa de Animação de Classe Especial de Destaque | Freakazóide!                          | Venceu                          |                                 |
| 1997                          | Melhor Programa de Animação Infantil                | Pinky e o Cérebro                     | Indicado                        |                                 |
| 1998                          | Melhor Programa de Animação Infantil                | Pinky e o Cérebro                     | Indicado                        |                                 |
| 1998                          | Melhor Programa de Animação Infantil                | Animaniacs                            | Indicado                        |                                 |
| 1999                          | Melhor Programa de Animação Infantil                | Animaniacs                            | Indicado                        |                                 |
| 1999                          | Programa de Animação de Classe Especial de Destaque | Pinky e o Cérebro                     | Venceu                          |                                 |
| 1999                          | Melhor Programa de Animação Infantil                | Pinky, Elmyra e o Cérebro             | Indicado                        |                                 |
| 2000                          | Melhor Programa de Animação Infantil                | Pinky, Elmyra e o Cérebro             | Venceu                          |                                 |
| Prêmios Emmy Internacionais   |                                                     |                                       |                                 |                                 |
| 2006                          | Prêmio Honorário dos Fundadores                     | Prêmio Honorário dos Fundadores       | Prêmio Honorário dos Fundadores | Prêmio Honorário dos Fundadores |

## Guild awards

### Prêmios do Sindicato dos Diretores da América
| Ano  | Categoria                                   | Nome                                | Resultado | Ref. |
| ---- | ------------------------------------------- | ----------------------------------- | --------- | ---- |
| 1975 | Realização de direção excepcional em filmes | Tubarão                             | Indicado  |      |
| 1977 | Realização de direção excepcional em filmes | Contatos Imediatos de Terceiro Grau | Indicado  |      |
| 1981 | Realização de direção excepcional em filmes | Caçadores da Arca Perdida           | Indicado  |      |
| 1982 | Realização de direção excepcional em filmes | ET o Extraterrestre                 | Indicado  |      |
| 1985 | Realização de direção excepcional em filmes | A Cor Púrpura                       | Venceu    |      |
| 1987 | Realização de direção excepcional em filmes | Império do Sol                      | Indicado  |      |
| 1993 | Realização de direção excepcional em filmes | A Lista de Schindler                | Venceu    |      |
| 1997 | Realização de direção excepcional em filmes | Amistad                             | Indicado  |      |
| 1998 | Realização de direção excepcional em filmes | Salvando o Soldado Ryan             | Venceu    |      |
| 2005 | Realização de direção excepcional em filmes | Munique                             | Indicado  |      |
| 2012 | Realização de direção excepcional em filmes | Lincoln                             | Indicado  |      |
| 2021 | Realização de direção excepcional em filmes | West Side Story                     | Indicado  |      |
| 2022 | Realização de direção excepcional em filmes | The Fabelmans                       | Indicado  |      |

### Prêmios do Sindicato dos Produtores da América
| Ano  | Categoria                                          | Nome                                           | Resultado | Ref. |
| ---- | -------------------------------------------------- | ---------------------------------------------- | --------- | ---- |
| 1993 | Melhor Produtor de Filmes Teatrais                 | A Lista de Schindler                           |           |      |
| 1997 | Melhor Produtor de Filmes Teatrais                 | Amistad                                        |           |      |
| 1998 | Melhor Produtor de Filmes Teatrais                 | Salvando o Soldado Ryan                        |           |      |
| 1998 | Prêmio de Visão                                    | Amistad                                        |           |      |
| 2000 | PGA Hall of Fame – Filmes                          | PGA Hall of Fame – Filmes                      |           |      |
| 2001 | Melhor Produtor de Long-Form Television            | Banda de irmãos                                |           |      |
| 2005 | Melhor Produtor de Long-Form Television            | Into the West                                  |           |      |
| 2010 | Melhor Produtor de Long-Form Television            | O Pacífico                                     |           |      |
| 2011 | Melhor Produtor de Filmes Teatrais                 | Cavalo de Guerra                               |           |      |
| 2011 | Produtor de destaque em filmes de animação teatral | As Aventuras de Tintim: O Segredo do Unicórnio |           |      |
| 2012 | Melhor Produtor de Filmes Teatrais                 | Lincoln                                        |           |      |
| 2015 | Melhor Produtor de Filmes Teatrais                 | Ponte dos Espiões                              |           |      |
| 2017 | Melhor Produtor de Filmes Teatrais                 | The Post                                       |           |      |
| 2021 | Melhor Produtor de Filmes Teatrais                 | West Side Story                                |           |      |

## Prêmios internacionais

### Festival Internacional de Cinema de Berlim
| Ano  | Categoria              | Resultado |
| ---- | ---------------------- | --------- |
| 2023 | Urso de Ouro Honorário | Venceu    |

### Festival de Cinema de Cannes
| Ano  | Categoria      | Filme                       | Resultado |
| ---- | -------------- | --------------------------- | --------- |
| 1974 | Palma de Ouro  | Expresso da Terra do Açúcar | Indicado  |
| 1974 | Melhor Roteiro | Expresso da Terra do Açúcar | Venceu    |

### Prêmio César
| Ano  | Categoria                | Filme                     | Resultado |
| ---- | ------------------------ | ------------------------- | --------- |
| 1982 | Melhor Filme Estrangeiro | Caçadores da Arca Perdida | Indicado  |
| 1983 | Melhor Filme Estrangeiro | ET o Extraterrestre       | Indicado  |
| 1995 | Melhor Filme Estrangeiro | A Lista de Schindler      | Indicado  |
| 1999 | Melhor Filme Estrangeiro | Salvando o Soldado Ryan   | Indicado  |
| 2003 | Melhor Filme Estrangeiro | Relatório Minoritário     | Indicado  |

Venice Film Festival
| Ano  | Categoria                              | Filme                      | Resultado |
| ---- | -------------------------------------- | -------------------------- | --------- |
| 2001 | Prêmio Digital do Future Film Festival | IA Inteligência Artificial | Venceu    |

## Prêmios da crítica

### Prêmios da Sociedade de Críticos de Cinema de Boston
| Ano  | Categoria      | Filme                     | Resultado |
| ---- | -------------- | ------------------------- | --------- |
| 1982 | Melhor Direção | Caçadores da Arca Perdida | Venceu    |
| 1983 | Melhor Direção | ET: O Extraterrestre      | Venceu    |
| 1993 | Melhor Direção | A Lista de Schindler      | Venceu    |

### Prêmios da Associação de Críticos de Cinema de Chicago
| Ano  | Filme                   | Categoria               | Resultado |
| ---- | ----------------------- | ----------------------- | --------- |
| 1994 | A Lista de Schindler    | Melhor Diretor          | Venceu    |
| 1999 | Salvando o Soldado Ryan | Melhor Diretor          | Indicado  |
| 2005 | Munique                 | Melhor Diretor          | Indicado  |
| 2012 | Lincoln                 | Melhor Diretor          | Indicado  |
| 2021 | história do lado oeste  | Melhor Diretor          | Indicado  |
| 2022 | Os Fabelmans            | Melhor Roteiro Original | Indicado  |

### Prêmios Escolha da Crítica
| Ano  | Categoria               | Filme                                      | Resultado |
| ---- | ----------------------- | ------------------------------------------ | --------- |
| 1999 | Melhor Diretor          | Salvando o Soldado Ryan                    | Venceu    |
| 2003 | Melhor Diretor          | Apanha-me Se Puderes Relatório Minoritário | Venceu    |
| 2006 | Melhor Diretor          | Munique                                    | Indicado  |
| 2012 | Melhor Diretor          | Cavalo de Guerra                           | Indicado  |
| 2013 | Melhor Diretor          | Lincoln                                    | Indicado  |
| 2016 | Melhor Diretor          | Ponte dos Espiões                          | Indicado  |
| 2018 | Melhor Diretor          | The Post                                   | Indicado  |
| 2022 | Melhor Diretor          | West Side Story                            | Indicado  |
| 2023 | Melhor Diretor          | Os Fabelmans                               | Indicado  |
| 2023 | Melhor Roteiro Original | Os Fabelmans                               | Indicado  |

### Prêmios da Associação de Críticos de Cinema de Dallas-Fort Worth
| Ano  | Categoria      | Filme                | Resultado |
| ---- | -------------- | -------------------- | --------- |
| 1994 | Melhor Diretor | A Lista de Schindler | Venceu    |

### Prêmios Círculo de Críticos de Cinema de Kansas City
| Ano  | Categoria      | Filme                   | Resultado |
| ---- | -------------- | ----------------------- | --------- |
| 1983 | Melhor Diretor | ET o Extraterrestre     | Venceu    |
| 1986 | Melhor Diretor | A cor roxa              | Venceu    |
| 1988 | Melhor Diretor | Império do Sol          | Venceu    |
| 1994 | Melhor Diretor | A Lista de Schindler    | Venceu    |
| 1999 | Melhor Diretor | Salvando o Soldado Ryan | Venceu    |
| 2006 | Melhor Diretor | Munique                 | Venceu    |

### Prêmios da Sociedade de Críticos de Cinema de Las Vegas
| Ano  | Categoria      | Filme                   | Resultado |
| ---- | -------------- | ----------------------- | --------- |
| 1998 | Melhor Diretor | Salvando o Soldado Ryan | Venceu    |

### Prêmios de Cinema do Círculo de Críticos de Londres
| Ano  | Categoria      | Filme                   | Resultado |
| ---- | -------------- | ----------------------- | --------- |
| 1995 | Diretor do Ano | A Lista de Schindler    | Venceu    |
| 1999 | Diretor do Ano | Salvando o Soldado Ryan | Indicado  |

### Prêmios da Associação de Críticos de Cinema de Los Angeles
| Ano  | Categoria      | Filme                   | Resultado |
| ---- | -------------- | ----------------------- | --------- |
| 1982 | Melhor Diretor | ET o Extraterrestre     | Venceu    |
| 1998 | Melhor Diretor | Salvando o Soldado Ryan | Venceu    |

### Prêmios do Conselho Nacional de Revisão
| Ano  | Categoria      | Filme          | Resultado |
| ---- | -------------- | -------------- | --------- |
| 1987 | Melhor Direção | Império do Sol | Venceu    |

### Prêmios da Sociedade Nacional de Críticos de Cinema
| Ano  | Categoria      | Filme                | Resultado |
| ---- | -------------- | -------------------- | --------- |
| 1983 | Melhor Diretor | ET o Extraterrestre  | Venceu    |
| 1994 | Melhor Diretor | A Lista de Schindler | Venceu    |

### Prêmios do Círculo de Críticos de Cinema de Nova York
| Ano  | Categoria      | Filme                | Resultado |
| ---- | -------------- | -------------------- | --------- |
| 1982 | Melhor Diretor | ET o Extraterrestre  | Indicado  |
| 1993 | Melhor Diretor | A Lista de Schindler | Indicado  |

### Prêmios da Sociedade de Críticos de Cinema Online
| Ano  | Categoria      | Filme                      | Resultado |
| ---- | -------------- | -------------------------- | --------- |
| 1999 | Melhor Diretor | Salvando o Soldado Ryan    | Venceu    |
| 2002 | Melhor Roteiro | IA Inteligência Artificial | Indicado  |
| 2003 | Melhor Diretor | Relatório Minoritário      | Indicado  |
| 2006 | Melhor Diretor | Munique                    | Indicado  |

### Prêmios da Southeastern Film Critics Association
| Ano  | Categoria      | Filme                   | Resultado |
| ---- | -------------- | ----------------------- | --------- |
| 1999 | Melhor Diretor | Salvando o Soldado Ryan | Venceu    |

### Prêmios da Associação de Críticos de Cinema de Toronto
| Ano  | Categoria      | Filme                   | Resultado |
| ---- | -------------- | ----------------------- | --------- |
| 1998 | Melhor Diretor | Salvando o Soldado Ryan | Venceu    |

### Associação de Críticos de Cinema de Washington DC
| Ano  | Categoria      | Filme   | Resultado |
| ---- | -------------- | ------- | --------- |
| 2005 | Melhor Diretor | Munique | Venceu    |

## Prêmios diversos

### Prêmio Amanda
| Ano  | Categoria                | Filme                   | Resultado |
| ---- | ------------------------ | ----------------------- | --------- |
| 1994 | Melhor Filme Estrangeiro | A Lista de Schindler    | Venceu    |
| 1999 | Melhor Filme Estrangeiro | Salvando o Soldado Ryan | Indicado  |

### Instituto Americano de Cinema
| Ano  | Categoria        | Filme              | Resultado |
| ---- | ---------------- | ------------------ | --------- |
| 2005 | Filme AFI do Ano | Munique            | Venceu    |
| 2006 | Filme AFI do Ano | Cartas de Iwo Jima | Venceu    |
| 2011 | Filme AFI do Ano | Cavalo de Guerra   | Venceu    |
| 2012 | Filme AFI do Ano | Lincoln            | Venceu    |
| 2015 | Filme AFI do Ano | Ponte dos Espiões  | Venceu    |
| 2017 | Filme AFI do Ano | The Post           | Venceu    |
| 2021 | Filme AFI do Ano | West Side Story    | Venceu    |
| 2022 | Filme AFI do Ano | Os Fabelmans       | Venceu    |

### Prêmios do Cinema Americano
| Ano  | Categoria      | Filme                     | Resultado |
| ---- | -------------- | ------------------------- | --------- |
| 1982 | Melhor Diretor | caçadores da Arca Perdida | Venceu    |

### Prêmios Internacionais AACTA
| Ano  | Categoria                  | Filme                | Resultado |
| ---- | -------------------------- | -------------------- | --------- |
| 1994 | Melhor Filme Estrangeiro   | A Lista de Schindler | Indicado  |
| 2013 | Melhor Filme Internacional | Lincoln              | Indicado  |
| 2013 | Melhor Direção             | Lincoln              | Indicado  |
| 2023 | Melhor Direção             | Os Fabelmans         | Pendente  |

### Festival Internacional de Cinema Fantástico de Avoriaz
| Ano  | Categoria     | Filme | Resultado |
| ---- | ------------- | ----- | --------- |
| 1973 | Grande Prêmio | Duelo | Venceu    |

### Prêmio Fita Azul
| Ano  | Categoria                | Filme                | Resultado |
| ---- | ------------------------ | -------------------- | --------- |
| 1983 | Melhor Filme Estrangeiro | ET: O Extraterrestre | Venceu    |
| 1987 | Melhor Filme Estrangeiro | A Cor Púrpura        | Venceu    |
| 1994 | Melhor Filme Estrangeiro | Jurassic Park        | Venceu    |

### Prêmio Christopher
| Ano  | Categoria        | Filme           | Resultado |
| ---- | ---------------- | --------------- | --------- |
| 1987 | Melhor filme     | Império do Sol  | Venceu    |
| 2002 | Televisão e cabo | Banda de irmãos | Venceu    |

### Leões tchecos
| Ano  | Categoria                | Filme                   | Resultado |
| ---- | ------------------------ | ----------------------- | --------- |
| 1995 | Melhor Filme Estrangeiro | Jurassic Park           | Venceu    |
| 2002 | Melhor Filme Estrangeiro | Salvando o Soldado Ryan | Venceu    |

### Prêmios David di Donatello
| Ano  | Categoria                  | Filme                  | Resultado |
| ---- | -------------------------- | ---------------------- | --------- |
| 1983 | Melhor Diretor Estrangeiro | ET o Extraterrestre    | Venceu    |
| 1986 | Melhor Diretor Estrangeiro | De volta para o Futuro | Venceu    |
| 1994 | Melhor Filme Estrangeiro   | A Lista de Schindler   | Indicado  |
| 1998 | Melhor Filme Estrangeiro   | Amistad                | Indicado  |

### Prêmios do Cinema Europeu
| Ano  | Categoria            | Filme                   | Resultado |
| ---- | -------------------- | ----------------------- | --------- |
| 1998 | Prêmio Internacional | Salvando o Soldado Ryan | Indicado  |
| 2002 | Prêmio Internacional | Relatório Minoritário   | Indicado  |

### Fantasporto
| Ano  | Categoria    | Filme                       | Resultado |
| ---- | ------------ | --------------------------- | --------- |
| 1984 | Melhor Filme | Além da Imaginação: O Filme | Indicado  |

### Fotogramas de Plata
| Ano  | Categoria                | Filme               | Resultado |
| ---- | ------------------------ | ------------------- | --------- |
| 1983 | Melhor Filme Estrangeiro | ET o Extraterrestre | Venceu    |

### Prêmios Águia Dourada
| Ano  | Categoria                | Filme   | Resultado |
| ---- | ------------------------ | ------- | --------- |
| 2006 | Melhor Filme Estrangeiro | Munique | Indicado  |

### Hochi Film Awards
| Ano  | Categoria                | Filme                | Resultado |
| ---- | ------------------------ | -------------------- | --------- |
| 1994 | Melhor Filme Estrangeiro | A Lista de Schindler | Venceu    |

### Prêmio Hugo
| Ano  | Categoria                     | Filme                               | Resultado |
| ---- | ----------------------------- | ----------------------------------- | --------- |
| 1978 | Melhor Apresentação Dramática | Contatos Imediatos de Terceiro Grau | Indicado  |
| 1982 | Melhor Apresentação Dramática | caçadores da Arca Perdida           | Venceu    |
| 1983 | Melhor Apresentação Dramática | ET o Extraterrestre                 | Indicado  |
| 1990 | Melhor Apresentação Dramática | Indiana Jones e a Última Cruzada    | Venceu    |
| 1994 | Melhor Apresentação Dramática | Parque jurassico                    | Indicado  |
| 2003 | Melhor Apresentação Dramática | Relatório Minoritário               | Indicado  |

### Enquete Internacional de Críticos de Cinema Online
| Ano  | Categoria      | Filme   | Resultado |
| ---- | -------------- | ------- | --------- |
| 2012 | Melhor Diretor | Lincoln | Indicado  |

### Sindicato Nacional Italiano de Jornalistas de Cinema
| Ano  | Categoria                  | Filme                   | Resultado |
| ---- | -------------------------- | ----------------------- | --------- |
| 1995 | Melhor Diretor             | A Lista de Schindler    | Indicado  |
| 1999 | Melhor Diretor Estrangeiro | Salvando o Soldado Ryan | Venceu    |
| 2002 | Melhor Diretor Estrangeiro | Relatório Minoritário   | Indicado  |

### Prêmios Kinema Junpo
| Ano  | Categoria                   | Filme                   | Resultado |
| ---- | --------------------------- | ----------------------- | --------- |
| 1982 | Melhor Filme Estrangeiro    | Raiders of the Lost Ark | Venceu    |
| 1983 | Melhor Filme Estrangeiro    | ET o Extraterrestre     | Venceu    |
| 1983 | Prêmio Escolha dos Leitores | ET o Extraterrestre     | Venceu    |
| 1994 | Melhor Filme Estrangeiro    | A Lista de Schindler    | Venceu    |

### Mainichi Film Concours
| Ano  | Categoria                | Filme                      | Resultado |
| ---- | ------------------------ | -------------------------- | --------- |
| 1994 | Melhor Filme Estrangeiro | Parque jurassico           | Venceu    |
| 1995 | Melhor Filme Estrangeiro | A Lista de Schindler       | Venceu    |
| 2002 | Melhor Filme Estrangeiro | IA Inteligência Artificial | Venceu    |

### Prêmios Rembrandt
| Ano  | Categoria      | Filme                             | Resultado |
| ---- | -------------- | --------------------------------- | --------- |
| 1998 | Melhor Diretor | O Mundo Perdido: Parque Jurássico | Venceu    |

### Associação Russa de Críticos de Cinema
| Ano  | Categoria                | Filme                   | Resultado |
| ---- | ------------------------ | ----------------------- | --------- |
| 1998 | Melhor Filme Estrangeiro | Salvando o Soldado Ryan | Indicado  |

### Robert Festival
| Ano  | Categoria              | Filme                                          | Resultado |
| ---- | ---------------------- | ---------------------------------------------- | --------- |
| 2012 | Melhor Filme Americano | As Aventuras de Tintim: O Segredo do Unicórnio | Indicado  |

### Prêmios Sant Jordi
| Ano  | Categoria             | Filme               | Resultado |
| ---- | --------------------- | ------------------- | --------- |
| 1983 | Melhor Filme Infantil | ET o Extraterrestre | Venceu    |

### Prêmios Satélite
| Ano  | Categoria            | Filme                     | Resultado |
| ---- | -------------------- | ------------------------- | --------- |
| 1998 | Melhor Diretor       | Amistad                   | Indicado  |
| 1998 | Melhor Filme - Drama | Amistad                   | Indicado  |
| 1999 | Melhor Filme - Drama | O Resgate do Soldado Ryan | Indicado  |
| 1999 | Melhor Diretor       | O Resgate do Soldado Ryan | Indicado  |
| 2011 | Melhor Diretor       | Cavalo de Guerra          | Indicado  |
| 2012 | Melhor Diretor       | Lincoln                   | Indicado  |
| 2015 | Melhor Diretor       | Bridge of Spies           | Indicado  |

### Prêmios Saturno
| Year | Category                                               | Film                                               | Result   |
| ---- | ------------------------------------------------------ | -------------------------------------------------- | -------- |
| 1976 | Special Awards                                         | Jaws                                               | Venceu   |
| 1978 | Best Science Fiction Film                              | Close Encounters of the Third Kind                 | Indicado |
| 1978 | Best Director (Shared with George Lucas for Star Wars) | Close Encounters of the Third Kind                 | Venceu   |
| 1978 | Best Writing                                           | Close Encounters of the Third Kind                 | Indicado |
| 1982 | Best Fantasy Film                                      | Raiders of the Lost Ark                            | Venceu   |
| 1982 | Melhor Diretor                                         | Raiders of the Lost Ark                            | Venceu   |
| 1983 | Best Science Fiction Film                              | E.T. the Extra-Terrestrial                         | Venceu   |
| 1983 | Best Director                                          | E.T. the Extra-Terrestrial                         | Indicado |
| 1983 | Best Horror Film                                       | Poltergeist                                        | Venceu   |
| 1984 | Best Horror Film                                       | Twilight Zone: The Movie                           | Indicado |
| 1985 | Best Fantasy Film                                      | Indiana Jones and the Temple of Doom               | Indicado |
| 1985 | Melhor Diretor                                         | Indiana Jones and the Temple of Doom               | Indicado |
| 1991 | Melhor Filme de Fantasia                               | Always                                             | Indicado |
| 1991 | Melhor Filme de Fantasia                               | Indiana Jones and the Last Crusade                 | Indicado |
| 1993 | Melhor Filme de Fantasia                               | Hook                                               | Indicado |
| 1994 | Best Science Fiction Film                              | Jurassic Park                                      | Venceu   |
| 1994 | Melhor Diretor                                         | Jurassic Park                                      | Venceu   |
| 1998 | Best Fantasy Film                                      | The Lost World: Jurassic Park                      | Indicado |
| 1998 | Melhor Diretor                                         | The Lost World: Jurassic Park                      | Indicado |
| 1999 | Best Action/Adventure/Thriller Film                    | Saving Private Ryan                                | Venceu   |
| 2002 | Best Science Fiction Film                              | A.I. Artificial Intelligence                       | Venceu   |
| 2002 | Best Director                                          | A.I. Artificial Intelligence                       | Indicado |
| 2002 | Best Screenplay                                        | A.I. Artificial Intelligence                       | Venceu   |
| 2003 | Best Science Fiction Film                              | Minority Report                                    | Venceu   |
| 2003 | Melhor Diretor                                         | Minority Report                                    | Venceu   |
| 2006 | Best Science Fiction Film                              | War of the Worlds                                  | Indicado |
| 2006 | Melhor Diretor                                         | War of the Worlds                                  | Indicado |
| 2007 | Best International Film                                | Letters from Iwo Jima                              | Indicado |
| 2009 | Best Science Fiction Film                              | Indiana Jones and the Kingdom of the Crystal Skull | Indicado |
| 2009 | Melhor Diretor                                         | Indiana Jones and the Kingdom of the Crystal Skull | Indicado |
| 2012 | Melhor Diretor                                         | The Adventures of Tintin                           | Indicado |
| 2012 | Best Animated Film                                     | The Adventures of Tintin                           | Indicado |
| 2012 | Best Science Fiction Film                              | Super 8                                            | Indicado |
| 2016 | Best Thriller Film                                     | Bridge of Spies                                    | Venceu   |
| 2017 | Best Fantasy Film                                      | The BFG                                            | Indicado |
| 2017 | Melhor Diretor                                         | The BFG                                            | Indicado |
| 2018 | Best Thriller Film                                     | The Post                                           | Indicado |
| 2019 | Best Science Fiction Film                              | Ready Player One                                   | Venceu   |
| 2019 | Melhor Diretor                                         | Ready Player One                                   | Indicado |
| 2022 | Best Action / Adventure Film                           | West Side Story                                    | Indicado |
| 2022 | Melhor Diretor                                         | West Side Story                                    | Indicado |

### Prêmios SFX
| Ano  | Categoria                                       | Filme                 | Resultado |
| ---- | ----------------------------------------------- | --------------------- | --------- |
| 2003 | Melhor diretor de ficção científica ou fantasia | Relatório Minoritário | Indicado  |

### Prêmios do Patrimônio Ocidental
| Ano  | Categoria                 | Filme              | Resultado |
| ---- | ------------------------- | ------------------ | --------- |
| 2006 | Melhor Filme de Televisão | Into the West      | Venceu    |
| 2011 | Melhor Filme Teatral      | Coragem verdadeira | Indicado  |

## Honras e conquistas
| Ano  | Categoria                          | Prêmios                                     | Resultado |
| ---- | ---------------------------------- | ------------------------------------------- | --------- |
| 1987 | Prêmio Memorial Irving G. Thalberg | prêmio acadêmico                            | Venceu    |
| 1990 |                                    | Editores de Cinema Americano                | Venceu    |
| 1989 |                                    | Prêmio da Cinemateca Americana              | Venceu    |
| 1995 |                                    | Instituto de Cinema Americano               | Venceu    |
| 1994 |                                    | Sociedade Americana de Cinematógrafos       | Venceu    |
| 2006 |                                    | Guilda dos Diretores de Arte                | Venceu    |
| 1986 |                                    | Prêmio BAFTA                                | Venceu    |
| 2023 |                                    | Festival Internacional de Cinema de Berlim  | Venceu    |
| 2006 |                                    | Festival Internacional de Cinema de Chicago | Venceu    |
| 2004 |                                    | Prêmios David di Donatello                  | Venceu    |
| 2018 |                                    |                                             | Venceu    |
| 2000 |                                    | Guilda dos Diretores da América             | Venceu    |
| 1984 |                                    | Festival de Cinema Giffoni                  | Venceu    |
| 2009 | Prêmio Cecil B. DeMille            | Prêmio Globo de Ouro                        | Venceu    |
| 2000 |                                    | Prêmios de imagem                           | Venceu    |
| 2006 |                                    | Prêmios Emmy Internacionais                 | Venceu    |
| 2010 |                                    | Editores de som para filmes                 | Venceu    |
| 2001 |                                    | Conselho Nacional de Revisão                | Venceu    |
| 1994 |                                    | Prêmios Escolha do Público                  | Venceu    |
| 1999 |                                    | Prêmios PGA                                 | Venceu    |
| 2012 |                                    |                                             | Venceu    |
| 1994 |                                    | Prêmio Saturno                              | Venceu    |
| 1982 | Director of the Year               | ShoWest                                     | Venceu    |
| 1994 | Director of the Year               | ShoWest                                     | Venceu    |
| 2002 |                                    | ShoWest                                     | Venceu    |
| 1994 |                                    | Sociedade de Operadores de Câmera           | Venceu    |
| 2003 |                                    | Calçada da fama                             | Venceu    |
| 1994 |                                    | Prêmios Jovens Artistas                     | Venceu    |

### Performances dirigidas ao Oscar
| Ano                               | Artista            | Filme                               | Resultado |
| --------------------------------- | ------------------ | ----------------------------------- | --------- |
| Oscar de Melhor Ator              |                    |                                     |           |
| 1993                              | Liam Neeson        | A Lista de Schindler                | Indicado  |
| 1998                              | Tom Hanks          | Salvando o Soldado Ryan             | Indicado  |
| 2012                              | Daniel Day-Lewis   | Lincoln                             | Venceu    |
| Oscar de Melhor Atriz             |                    |                                     |           |
| 1985                              | Whoopi Goldberg    | A cor roxa                          | Indicado  |
| 2017                              | Meryl Streep       | o correio                           | Indicado  |
| Oscar de Melhor Ator Coadjuvante  |                    |                                     |           |
| 1993                              | Ralph Fiennes      | A Lista de Schindler                | Indicado  |
| 1997                              | Anthony Hopkins    | Amistad                             | Indicado  |
| 2002                              | Christopher Walken | Apanha-me Se Puderes                | Indicado  |
| 2012                              | Tommy Lee Jones    | Lincoln                             | Indicado  |
| 2015                              | Mark Rylance       | Ponte dos Espiões                   | Venceu    |
| Oscar de Melhor Atriz Coadjuvante |                    |                                     |           |
| 1977                              | Melinda Dillon     | Contatos Imediatos de Terceiro Grau | Indicada  |
| 1985                              | Margaret Avery     | A cor roxa                          | Indicado  |
| 1985                              | Oprah Winfrey      | A cor roxa                          | Indicado  |
| 2012                              | Sally Field        | Lincoln                             | Indicado  |
| 2021                              | Ariana De Bose     | West Side Story                     | Venceu    |

## Outras honras vitalícias
- Prêmio Distinguished Eagle Scout de 1987[38]
- 1998 Ordem do Mérito da República Federal da Alemanha
- Medalha do Departamento de Defesa de 1999 por Distinguished Public Service
- 2001 Cavaleiro Comandante da Ordem do Império Britânico (Honorário)
- 2003 Ordem do Mérito da Grã-Cruz da República Italiana
- 2004 Cavaleiro, Legião de Honra
- Hall da Fama da Ficção Científica de 2005, a indução inaugural de "Filme, Televisão e Mídia"
- Honras do Kennedy Center de 2006
- 2008 Oficial, Legião de Honra
- Medalha da Liberdade de 2009[39]
- 2011 Comandante, Ordem da Coroa (Bélgica)[40]
- 2013 Israel: Medalha do Presidente[41]
- 2015 Estados Unidos: Medalha Presidencial da Liberdade